# NGC 933
NGC 933 è una vasta galassia a spirale situata nella costellazione di Andromeda, a una distanza di circa 236 milioni di anni luce dalla nostra Via Lattea.

## Scoperta
La galassia è stata scoperta l'11 settembre 1885 dall'astronomo statunitense Lewis Swift.

## Descrizione
NGC 933 presenta una larga riga a 21 cm dell'idrogeno neutro.
Data la sua luminosità superficiale pari a 14,07, NGC 933 può essere classificata come una galassia a bassa luminosità superficiale (nella letteratura in lingua inglese abbreviata in LSB, acronimo di Low Surface Brightness). Le galassie LSB sono galassie di tipo diffuso (D) con una luminosità superficiale inferiore di almeno una magnitudine a quella del cielo notturno circostante.

## Gruppo di NGC 920
NGC 933 fa parte di un gruppo di tre galassie, il Gruppo di NGC 920. L'altra galassia del trio è UGC 1867. Nell'articolo di Garcia NGC 920 è identificata con IC 1799 e PGC 9432, mentre alcuni autori la associano erroneamente a PGC 9337.